# Lepidodexia lenti
Lepidodexia lenti är en tvåvingeart som beskrevs av Guilherme A.M.Lopes 1980. Lepidodexia lenti ingår i släktet Lepidodexia och familjen köttflugor.
Artens utbredningsområde är Paraguay. Inga underarter finns listade i Catalogue of Life.